# Jason

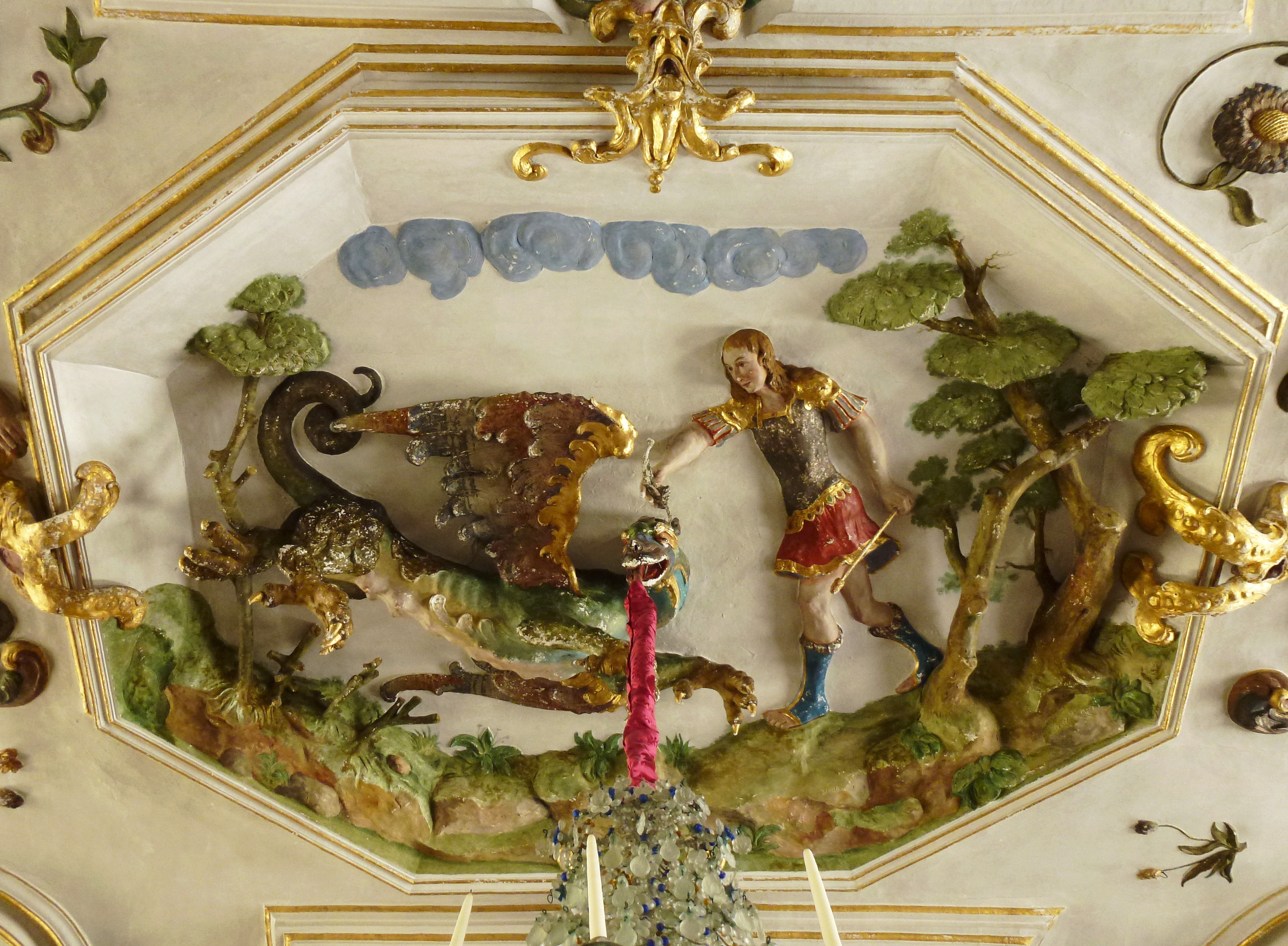
Jason häller gift i drakens öga, motiv i stucktaket i Kungssalen på Skoklosters slott.

Jason (grekiska: Ἰάσων, 'Iasōn, "den helande") var en hjälte i grekisk mytologi, mest känd för att ha hämtat det gyllene skinnet tillsammans med argonauterna.

## Myten
Kung Aison härskade över Thessalien i staden Iolkos. Hans bror Pelias tog ifrån Aison makten och dödade honom. Men Alkimene, Aisons fru, smugglade ut sin nyfödda son Jason från staden. Pelias fick aldrig reda på att Jason existerade. Alkimene flydde långt upp bland kullarna på landet, där hon sökte upp kentauren Keiron som hade haft många hjältar som lärlingar. Keiron var berömd för sin vishet. Han tog hand om Jason, som växte upp utan att känna till någonting om sin far eller om sin farbror.
När Jason hade vuxit upp och blivit en ung man, och Keiron hade lärt honom hur man hanterar svärd, spjut och lans, berättade Keiron vem hans far var. När Jason fått reda på att hans far hade dödats och berövats sitt kungadöme, begav han sig till Iolkos för att ta tillbaka den tron som rättmätigen tillhörde honom. Pelias träffade en överenskommelse med Jason som gick ut på att om Jason lyckades hämta det gyllene skinnet från landet Kolchis, skulle Pelias avstå tronen till Jason. Detta var ett uppdrag som Pelias trodde var omöjligt att utföra. 
Jason seglade i väg i sitt skepp Argo med en skara tappra krigare, som kom att kallas argonauterna. Efter ett långt äventyr, som på många sätt påminner om Odysseus irrfärder i Odysséen, återvände Jason med både skinnet och den trollkunniga kungadottern Medea. Jason övergav så småningom Medea till förmån för den korinthiska prinsessan Kreusa (ibland kallad Glauke). Medea blev ursinnig och hämnades genom att döda Kreusa och hennes far med magi. Hon tog även livet av sina och Jasons barn. Jason ådrog sig på grund av sin trolöshet Heras ogillande, och slutade sitt liv övergiven och i fattigdom. Jason dog en neslig död då ett stycke av vraket av hans skepp föll ned på honom och krossade hans skalle när han sov under det murknande vraket.